# サミュエル・ベラミー
サミュエル・ベラミー（英語: Samuel Bellamy、1689年2月23日‐1717年4月26日）はイングランド出身の海賊である。彼が海賊として活動していたのは1年ほどだったが、活動期間内に拿捕した船舶は53隻、獲得した金額は1億2000万ドル相当(2008年換算)に上り、同時代の海賊の中では誰よりも稼いでいた。28歳のとき、コッド岬沖を航海中、嵐に遭い旗艦ウィダー号とともに消息を絶つ。以来、1984年に沈没したウィダー号が発見されるまで、彼の存在は“ブラック・サム”(Black Sam)の異名とともに伝説の中にあった。拿捕した船員への寛大な対応から、“海賊のプリンス”(Prince of Pirates)とも呼ばれ、義賊的な海賊として伝えられた。

## 略歴
サミュエル・ベラミーはデヴォン州ヒティスリーにて、父スティーブンと母エリザベスとの間に5人兄弟の末っ子として生まれた。サミュエルが洗礼する3週間ほど前に母エリザベスが他界。前半生はイギリス海軍に所属して幾つかの戦いを経験している。妻子はいたかもしれないが、記録には残っていない。
1715年にベラミーはコッド岬にいる親戚を訪れているが、伝説によれば彼はそこで“ウェルフリートの魔女”の異名を持つグッディ・ハレット(Goody Hallett)という美女と出会っている。1934年に出版されたコッド岬の民話集、『The Narrow Land: Folk Chronicles of Old Cape Cod』では、著者エリザベス・レイナードによって“マリア”の名前が付けられた。当時清教徒が多く住むニューイングランドでカトリック風の名前は似つかわしくないにもかかわらず、その名はグッディの俗称となった。現代の作家は、マライア(Mariah)やマリー(Mary)といった名前で変更を試みている。彼女の年齢、そして既婚者か否かは作者によって異なっている。16歳から25歳ほどの若い女性として書かれていたり、あるいは老婦人として登場した作品もある。ある作品では彼女の両親はベラミーに好意を持っていたが、この貧乏で自信家の船乗りが夫になるとは思ってもいなかったとしている。いずれにせよ、グッディが既婚者であるということは共通しており、富を得て彼女を連れ去ろうとするベラミーの意図があったとしている。
いずれにせよ、ベラミーは1716年前半に前年遭難したスペインの輸送船を捜索する一団に加わってコッド岬を発った。この時、彼らに資金を提供したのがロードアイランド州司法長官ジョン・ウィリアムズの息子、ポールスグレイブ・ウィリアムズ(またの名をポール・ウィリアムズ)だった。彼がコッド岬を離れた後、グッディがベラミーの子を宿していることが発覚した。彼女は出産後、食べ物を探すために子供をとある納屋に隠しておいたが、戻った時には子供は藁に埋もれて窒息死していた。ある作品では、その納屋はチャールズ・ノウルズが所有するものだったとし、別の作品では後に彼女を追放した裁判官ジョセフ・ドーンのものとしている。いずれにせよ、彼女は殺人罪で告発され、バーンステーブル刑務所に収監された。ちなみに、この刑務所はアメリカで最も古い木造の刑務所であり、後に幽霊の出没スポットとして知られるようになる。しばしば逃走して海岸を徘徊するなど奇行が見られたため彼女の刑期は短かったが、彼女は町を追われ、イースタムに移り住みベラミーを待った。一方、船の捜索隊は発見の見込みがないことからベンジャミン・ホーニゴールドをリーダーに海賊稼業に転身した。彼が指揮したマリアンヌ号（Marriane）の航海士には“黒髭”で知られるエドワード・ティーチもいた。
1716年の夏頃、海賊たちはホーニゴールドが故郷であるイングランドの船舶を攻撃しないことに不満を募らせていた。多数決の結果、ホーニゴールドはリーダーとして相応しくないという結果になり、彼は支持した腹心たち(これにはティーチも含まれていた)とともに船団を離脱した。残った90人の船員はベラミーをリーダーに選出した。
その直後、ガレー船スルタナ号（Sultana）を拿捕し、ポール・ウィリアムズを船長に据えた。そして、1717年春頃にイスパニョーラ島とキューバの間、ウィンドワード海峡を航海中のウィダー号を拿捕した。ウィダー号は1715年にイギリスで建造された、全長120フィート(約31m)、重さ300トン、18門の大砲を設えた奴隷運搬船で、アメリカとアフリカとの奴隷交易の最中だった。船には金やインディゴ、キナ皮(アカキナノキの樹皮。キニーネの原料)、象牙、そして312人の奴隷を獲得した。ウィダー号(拿捕当時は“キングダム・オブ・ウィダー”(Kingdom of Whydah)号だった)の船長はかつてヘンリー・モーガンの部下であったローレンス・プリンスだったが、3日間の追跡の末に降伏。ベラミーはスルタナ号と旗艦を交換するという条件でプリンスと和睦したが、この事はベラミーの寛大さを示す一例となった。ベラミーは改名したウィダー号の大砲を28門に増強し、カロライナの東海岸を北に進み、ニューイングランドに向かった。
ベラミーは背が高く屈強だが、礼儀正しいこざっぱりした男として同時代の人や記録者に知られていた。彼は粉をはたいたかつらを好まず、“ブラック・サム”の異名が示した長い黒髪を簡素な紐で結わえていた。黒色の高価な服装を好み、腰に差した4本の決闘用ピストルを武器にしていた。
彼は幅広袖をしたベルベットのコートと半ズボン、絹のストッキングと銀のバックルがついた靴で颯爽とした身なりだった。左腰には剣を佩き、4丁のピストルを腰帯に差していた。彼は仲間と違って、ファッショナブルなかつらは用いず、黒く長い髪をサテンの紐で結わえていた。
船長としてのベラミーはとても民主的で、船員からの信望があった。彼は自らをロビン・フッドになぞらえ、部下たちを“ロビン・フッドの仲間たち”と称した。彼は優れた戦術家でもあり、強力な火力を誇るウィダー号と、軽量だが速度の出る僚艦との連係攻撃で相手の損害を抑えながら効率的に拿捕していった。
ベラミーはまた、情熱的な弁舌を振るう雄弁家として知られている。彼が4月上旬にサウスカロライナ沖で、ビーア(Beer)船長率いるボストン船籍のスループ船を拿捕した際に振るった口上は、キャプテン・チャールズ・ジョンソンによって、『海賊史』に掲載され、一躍彼の代名詞になった。ちなみに、ビーアの船はベラミーとウィリアムズの制止も聞かない部下たちに沈められ、ビーアは島に置き去りにされた。
「おい、貴様。俺の手下が船を返さなくて気の毒したな。俺は自分の得にもならねえのに悪さをする奴は好かねえ。スループ船はまだ貴様の役に立っただろうに、畜生、奴らは沈めちまいやがった。だが貴様は薄汚ねえ犬だ。それに金持ち連中が自分たちの安全のために作った法律の前にはいつくばってる奴らもそうだ。臆病な犬は、そうでしなきゃ自分で掠めたものを守れねえってわけだ。そんな奴らは糞喰らえだ。気狂いの悪党どもに、腰抜けのあほうどもさ。金持ち連中は俺たちをならずもの呼ばわりするがな、奴らは法に守られて貧乏人からふんだくり、俺たちは度胸一つを頼りに金持ちから略奪する。それだけの違いさ。どうだ、貴様、悪党の金持ちに雇われてそいつらの尻を追い廻したりするより、俺たちの仲間に入ったほうがよかねえか」

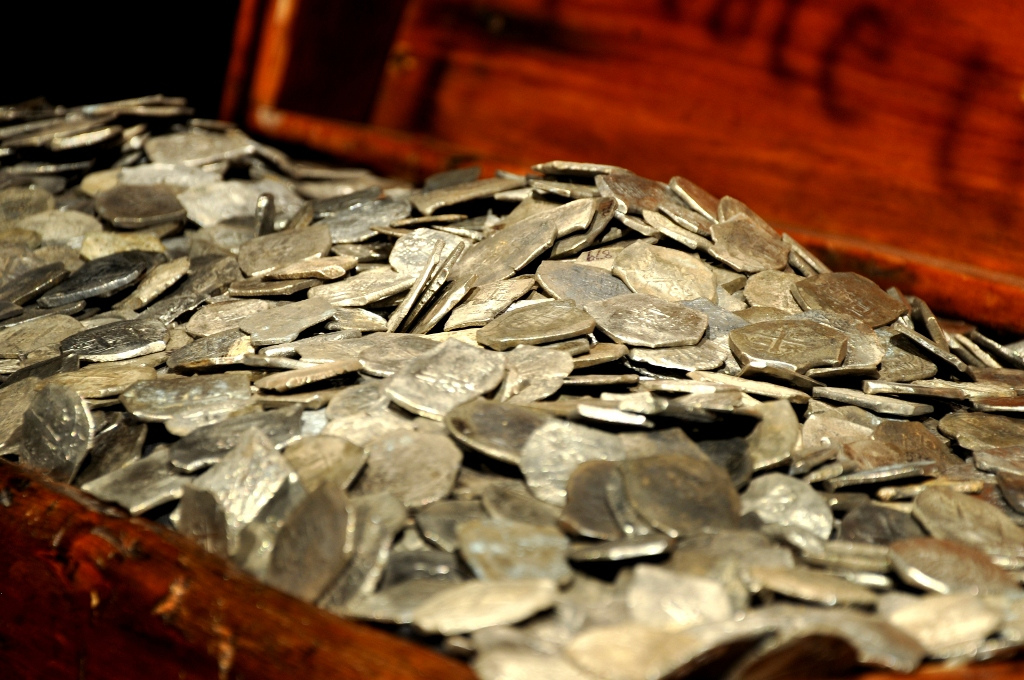
ウィダー号に積載されていた金貨

ビーア船長が神と人の法を破るのは自分の良心が許さない、と答えると、ベラミーは言った。

「ふん、良心だと。笑わせるぜ。俺は自由な王様さ。海に百隻の軍艦を浮べ、陸に十万の軍勢を指揮する男と同じように、俺は全世界に戦いを挑むことができる。それが俺の良心の命ずるところだ。だが鼻声を出す弱虫犬みてえなやつと議論したって始まらねえ。そんな奴は力のある連中のされるがままになって、いんちき牧師野郎の言うことを信じやがる。ところが奴らは自分がうすのろたちに説教していることを守りもしねえし信じてもいねえのさ」

## 遭難

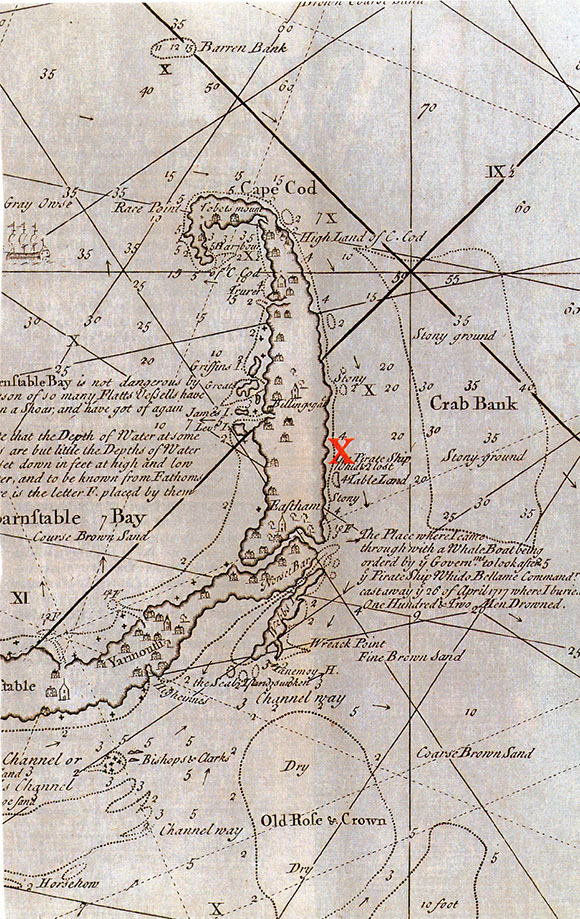
コッド岬の地図。赤いX印がウィダー号が遭難した位置

ウィダー号を獲得してから2ヶ月後、一行はコッド岬に近づいた際にマリアンヌ号を率いていたウィリアムズがロードアイランドにいる家族を訪問したいと言いだし、メーンで落ち合うことを約束し、2人は別行動を取った。
もしベラミーが恋人であるグッディに再会しようとしていたのなら、それは叶わぬ夢となった。その夜、ウェルフリートから500フィートの沖合でウィダー号は激しいノーイースターに遭遇。沢山の荷物を抱えたウィダー号は15分ほどでメインマストが折れ、30フィートの海底へとベラミーと145人の海賊もろとも沈んでいった。生存者はわずか2名だった。僚艦のアン・メリー号も沈み、生存者は7名だった。
ウィダー号の遭難者のうち101体の遺体は陸に打ち上がり埋葬されたが、残り41人は行方不明のままだった。両船生存者9人は海賊行為の罪で起訴され、そのうち6人が1717年10月に絞首刑に処された。そのわずか1ヶ月後、ジョージ1世による海賊への特赦が発せられた。残りのうち2名は海賊行為を強いられたという訴えが認められ釈放された。残り1人、ミスキート族との混血だったジョン・ジュリアンは奴隷と見なされ、マサチューセッツの名士、ジョン・クインシー(後に第6代合衆国大統領になるジョン・クィンシー・アダムズの祖父)に買われた。ジュリアンはその後逃走し、追跡してきた賞金稼ぎを殺害した罪で1733年に刑死した。
一方、グッディ・ハレットは粗末な小屋でつましい生活を送っていた。いつしか、人々は彼女が寒く風の強い夜に、砂丘に立ちベラミーを呪う姿を見たと言い、グッディが復讐の悪魔に魂を売ったのではと噂した。嵐とグッディとの関係、そしてその後の彼女とその死について多くの説話が生まれた。魔女と化したグッディが嵐を招来してベラミーを沈めた話や、ベラミーの遭難を知って海岸をさすらう狂人となり、やがて幽霊となったという話、実は生きていたベラミーと余生を送った話などがあり、死因も生存した船員に殺されたというものや、後を追い自殺したというものまである。とりわけ、彼女がベラミーの財宝を入手したという財宝伝説はベラミーとグッディの説話がコッド岬の住人によって語り継がれる一因になったと思われる。現在も、バーンステーブル刑務所の建物や、彼女が徘徊した海岸(後にグリエルモ・マルコーニが大西洋横断無線通信を行い、彼の名を取ってマルコーニ・ビーチと呼ばれるようになる)は彼女の幽霊が出るという心霊スポットとなっている。

## サルベージ

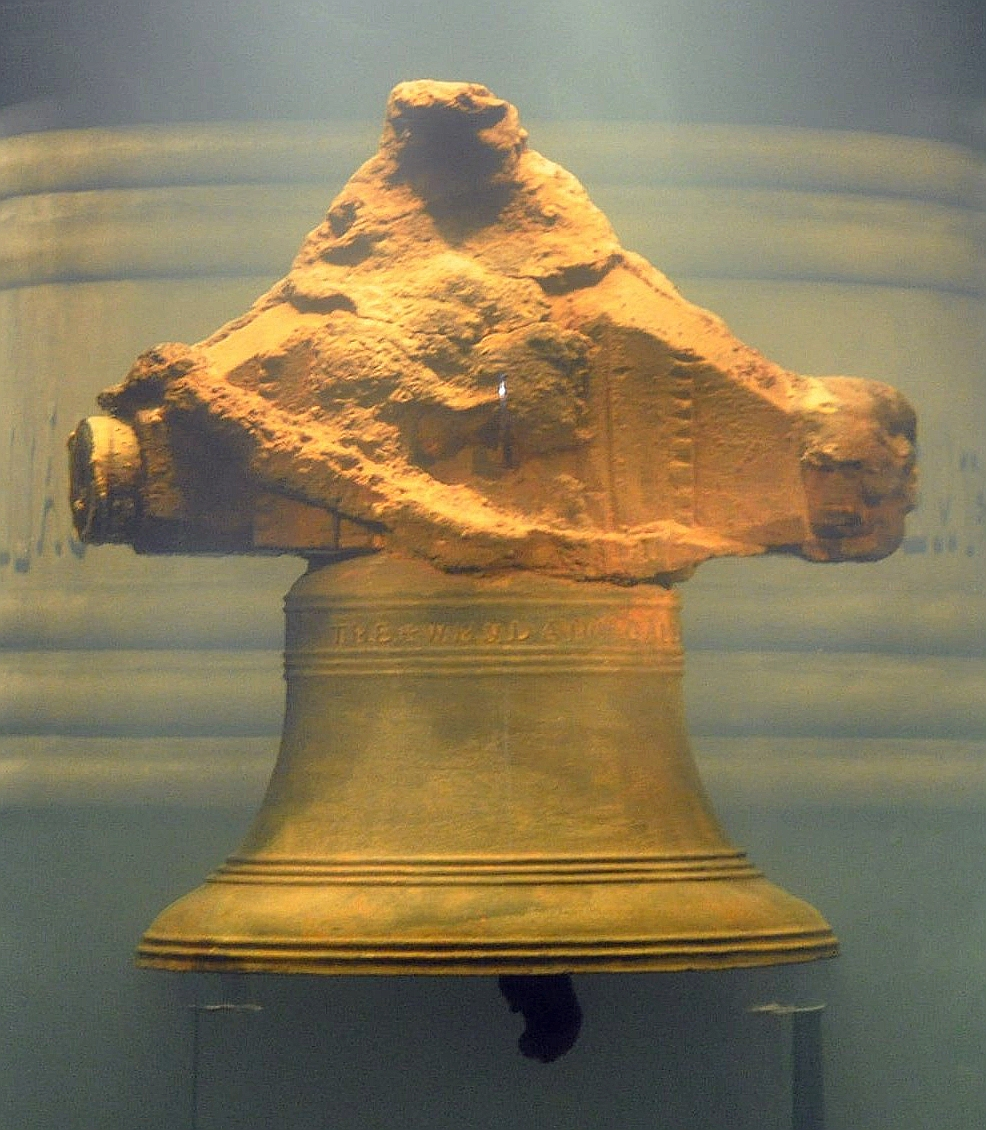
"THE WHYDAH GALLY 1716"の銘があるウィダー号の鐘

1984年にウィダー号が海底で発見され、伝説の存在だったベラミーの名は再び脚光を浴びた。1982年に結成された海洋探険家バリー・クリフォード率いる捜索チームは水深14フィート(約4.3m)下の海底からさらに4フィート(1.5m)ほど砂を掘り進んだ所にウィダー号の残骸を発見。4.5トンにおよぶ金、インディゴ、象牙、そして2万〜3万ポンドの銀貨を発見した。さらに翌年には "THE WHYDAH GALLY 1716"という銘がある鐘が引き上げられ、沈没船がウィダー号である証拠となった。これらのサルベージ品はマサチューセッツ州プロビンスタウン、マクミラン埠頭(MacMillan Wharf)にあるウィダー海賊博物館(Whydah Pirate Museum)に収蔵されている。現在、サルベージ品20万点は全米各地の博物館を巡る企画展示に廻っている。
2018年2月、難破船近くの海底から人骨が発見された。付近にベラミーのものと思われるピストルが発見されたことから、ベラミーの遺骨なのか、親戚の子孫とのDNA鑑定にかけられた。同年5月、この遺骨はベラミーではない東ヨーロッパ系の人物であるという結果が出た。
2021年2月、新たに6体の人骨が発掘され、同じくDNA鑑定にかけられる予定だという。

## ベラミーの名を冠した地名など
- ベラミー・キー（英語版）

アメリカ領ヴァージン諸島にあるビーフ島のトレリス湾内にある小島。ベラミーはこの小島を拠点にしていたという。

## フィクション作品でのベラミー
ここでは主に日本のフィクション作品に登場するベラミーを紹介する。

### 漫画
- 『ONE PIECE』

“ハイエナのベラミー”の異名を持つ。ドンキホーテ・ドフラミンゴの部下として、主人公ルフィたちと戦いを繰り広げる。

### ゲーム
- 『アサシン クリード パイレーツ』

ユービーアイソフトがiOSに配信している海戦ゲーム。主人公アロンゾ・バティーヤの友人として登場している。
- 『大航海時代V』

航海士の1人として登場。Rカードの航海士として自艦隊に配置できる。
- 『戦国サーガ』

サムザップがMobageに配信しているカードバトルゲーム。登場人物が女体化しており、ベラミーも女海賊として登場している。